# والتر جاكوبسون
والتر جاكوبسون (بالإنجليزية: Walter Jacobson) هو مذيع أخبار وصحفي أمريكي، ولد في 28 يوليو 1937 في شيكاغو في الولايات المتحدة.